# ابن داود الحلي
ابن داود الحلي، (647 ـ بعد 707 هـ)، رجالي وفقيه وأديب إمامي. كان معاصرًا لابن المطهر الحلي. ومن أهم مؤلفاته كتاب «الرجال».

## اسمه ونسبه
هو أبو محمّد، تقي الدين أبو محمد الحسن بن علي بن داود الحلي.

## حياته
وًلد ابن داود الحلي في جمادى الآخرة سنة 647 هـ، وحظي بتربية وعناية أبي الفضائل أحمد بن موسى ابن طاووس الحسني (المتوفى 673 هـ). لم تُحدّد المصادر تاريخ وفاته ومكانها، إلّا أنّ تاريخ تأليفه لكتاب الرجال كان سنة 707 هـ، وبناء على ذلك فإنّه قد أدرك قسطاً من القرن الثامن الهجري.

## أساتذته
- المحقق الحلي.
- عبد الكريم بن أحمد بن طاووس.
- نجم الدين الحلي.
- الشيخ محمّد بن علي الأسدي.
- جمال الدين أحمد بن طاووس.[7][8]

## تلامذته
- محمّد بن القاسم المعروف بابن معيّة.
- علي بن أحمد المزيدي الحلّي.
- علي بن أحمد المطار آبادي.
- وغيرهم.[9][8]

## أقوال العلماء فيه
- قال الشهيد الثاني: ««الشيخ الفقيه الأديب النحوي العروضي، ملك العلماء والشعراء والأُدباء… صاحب التصانيف الغزيرة، والتحقيقات الكثيرة التي من جملتها كتاب الرجال».».[10]
- قال عبد الله الإصفهاني: «الفقيه الجليل، رئيس أهل الأدب ورأس أرباب الرتب، العالم الفاضل الرجالي النبيل.».[11]
- قال الحرّ العاملي: ««كان عالماً فاضلاً جليلاً صالحاً محقّقاً متبحّراً».».[12]
- قال محمد أمين الأستربادي:«من أصحابنا المجتهدين، شيخ جليل، من تلامذة الإمام العلّامة المحقّق الشيخ نجم الدين الحلّي رحمه اللّه».[13]
- قال مصطفى التفرشي: ««من أصحابنا المجتهدين، شيخ جليل».».[14]

## من مؤلّفاته
- رجال ابن داود.

- عقد الجواهر في الاشتباه والنظائر
- الجريدة العذراء في العقيدة الغرّاء
- إحكام القضية في أحكام القضية
- عدّة الناسك في قضاء المناسك
- الدرّ الثمين في أُصول الدين
- اللؤلؤة في خلاف أصحابنا
- الجوهرة في نظم التبصرة
- خلاف المذاهب الخمسة
- مختصر أسرار العربية
- المقتصر من المحتضر
- اللمعة في فقه الصلاة،
- الرائض في الفرائض
- مختصر الإيضاح
- تحصيل المنافع
- التُحفة السعدية
- الإكليل التاجي
- المنهج القويم
- الكافي الرائع.[6]